# سانما آکاشیا
سانما آکاشیا (انگلیسی: Sanma Akashiya؛ زادهٔ ۱ ژوئیهٔ ۱۹۵۵) مجری تلویزیون، بازیگر، و کمدین اهل ژاپن است.